# Le Juge arbitre, l'Hospitalier et le Solitaire
 (septembre 2015).
Si vous disposez d'ouvrages ou d'articles de référence ou si vous connaissez des sites web de qualité traitant du thème abordé ici, merci de compléter l'article en donnant les références utiles à sa vérifiabilité et en les liant à la section « Notes et références ».
Le Juge arbitre, l'Hospitalier, et le Solitaire est la vingt-cinquième fable du livre XII de Jean de La Fontaine situé dans le troisième et dernier recueil des Fables de La Fontaine, édité pour la première fois en 1693 mais daté de 1694.

## Synopsis
Le moralisateur fait dans cette fable l'éloge de la retraite à travers l'histoire de trois saints qui veulent chacun atteindre le salut. Le premier se fait juge afin de résoudre les disputes. Le deuxième devient hospitalier, afin de soigner les souffrants. 
Malheureusement, le juge se rend compte qu'il ne parvient à concilier les hommes, pour qui cet arbitre ne convient jamais, et l'hospitalier ne reçoit que les plaintes de malades. Ils rendent donc visite au troisième saint, lequel s'est exilé dans une retraite, un otium. Pour lui, un homme ne peut apprendre à se connaître dans un environnement habité :
Troublez l'eau. Vous y voyez vous?
Agitez celle-ci comment nous verrions nous?
Cette fable est la dernière écrite par La Fontaine et se conclut par les vers :
Cette leçon sera la dernière de ces Ouvrages :
Puisse-t-elle être utile aux siècles à venir !
Je la présente aux Rois, je la propose aux Sages :
Par où saurais-je mieux finir ?